# 1946 في الأرجنتين
فيما يلي قوائم الأحداث التي وقعت خلال عام 1946 في الأرجنتين.

## سياسة

### تعيين في المنصب
- 22 مايو – لويس كروز عضو مجلس الشيوخ الأرجنتيني.
- 4 يونيو – خوان بيرون رئيس الأرجنتين.

## رياضة
- 1 يناير – كأس أمريكا الجنوبية 1946

## مواليد

### مارس
- 30 مارس – آنا ماريا بيكيو ممثلة أرجنتينية.

### مايو
- 29 مايو – هيكتور يازالدي لاعب كرة قدم أرجنتيني.

### يونيو
- 17 يونيو – ادواردو كامانو سياسي أرجنتيني.

### سبتمبر
- 25 سبتمبر – روبرتو خوان مارتينيز لاعب كرة قدم أرجنتيني.